# Martin Rückbrodt
Martin Rückbrodt (* 23. Mai 1986) ist ein ehemaliger deutscher Ruderer. 
Rückbrodt startete für den Hamburger und Germania Ruder-Club. 2004 wurde er Deutscher Juniorenmeister im Leichtgewichts-Doppelvierer und Vizemeister im Einer. 2005 wurde er in der Altersklasse U23 Deutscher Jahrgangsmeister im Achter. Auf internationaler Ebene gewann er im U23-Nachwuchsbereich 2008 eine Weltmeisterschafts-Goldmedaille im Vierer ohne Steuermann.
2006 nahm Rückbrodt erstmals an den Weltmeisterschaften der offenen Altersklasse im britischen Eton teil, wo er eine Silbermedaille im Leichtgewichts-Doppelvierer gewann. Im Folgejahr bei den Weltmeisterschaften in München wurde er ebenfalls Vizeweltmeister im Leichtgewichts-Achter zusammen mit seinem Bruder Ole. Ab 2008 startete er in der offenen Gewichtsklasse, mit dem deutschen Männer-Achter konnte er bei den Europameisterschaften in Athen aber keine Medaille gewinnen. 2009 in Posen beendete er seine letzte WM-Teilnahme im Vierer-ohne auf Platz 7, um schließlich nach einem 11. Platz im Zweier ohne Steuermann bei den Ruder-Europameisterschaften 2011 seine aktive Karriere als Ruderer zu beenden.